# Liste der Naturdenkmale in Gückingen
Die Liste der Naturdenkmale in Gückingen nennt die im Gemeindegebiet von Gückingen ausgewiesenen Naturdenkmale (Stand 20. Mai 2024).

## Ehemalige Naturdenkmale
| Nr. | Bezeichnung | Lage                        | Beschreibung                                                  | Bild                                    |
| --- | ----------- | --------------------------- | ------------------------------------------------------------- | --------------------------------------- |
|     | Säuleneiche | Langstraße, bei Nr. 43 Lage | Quercus robur f. fastigiata; Rechtsverordnung 2013 aufgehoben | Direkt Bild zu diesem Denkmal hochladen |